# IC 1579
IC 1579 ist eine Balken-Spiralgalaxie vom Hubble-Typ SBbc im Sternbild Bildhauer am Südsternhimmel. Sie ist schätzungsweise 305 Mio. Lichtjahre von der Milchstraße entfernt und hat einen Durchmesser von etwa 80.000 Lj.
Im selben Himmelsareal befindet sich u. a. die Galaxie IC 1581.
Die Typ-IIP-Supernova SN 2008gr wurde hier beobachtet.
Das Objekt wurde am 3. November 1898 von DeLisle Stewart entdeckt.